# リーシン・オ・ケリンギン

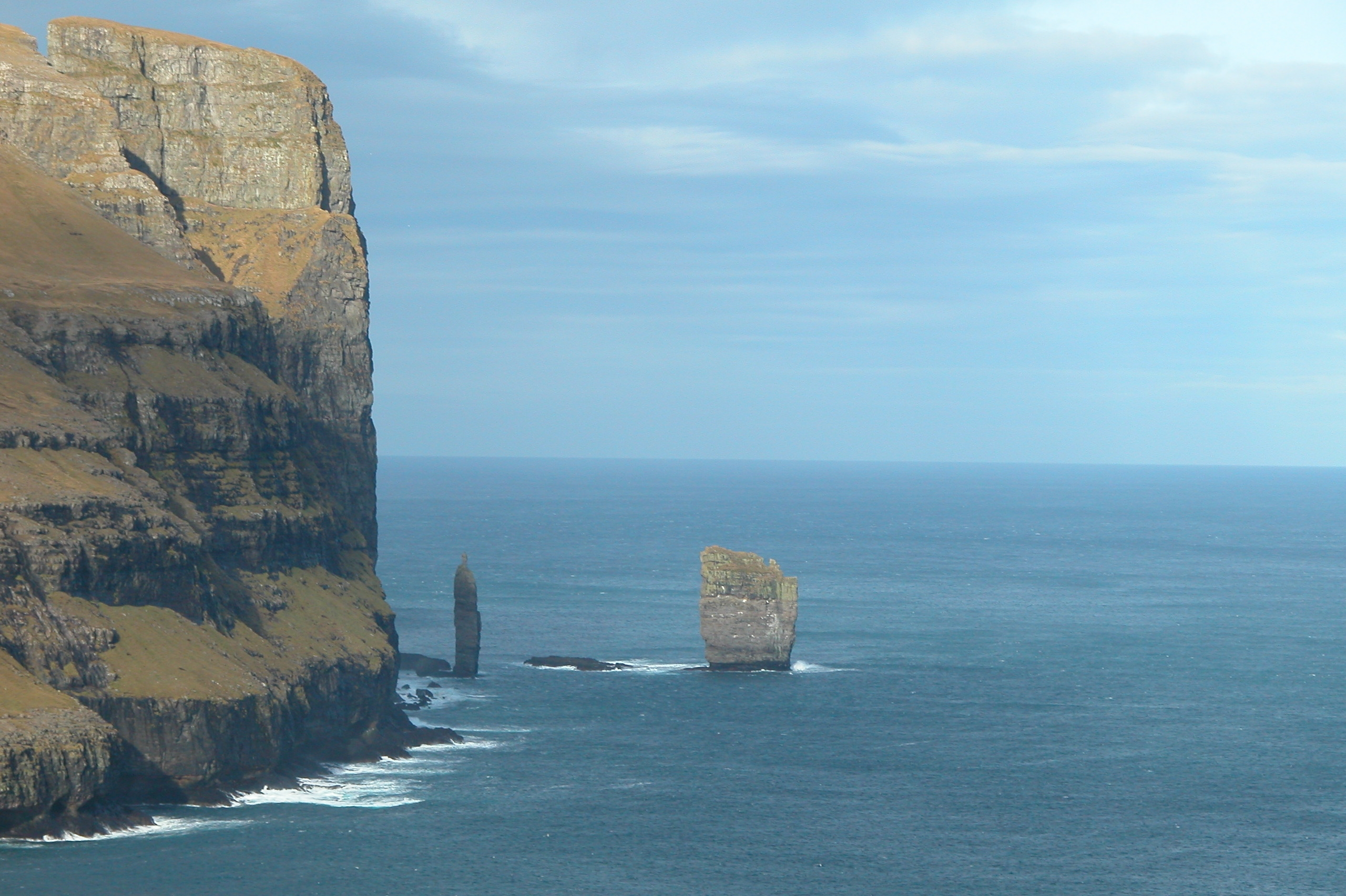
エストゥロイ島の海岸沖

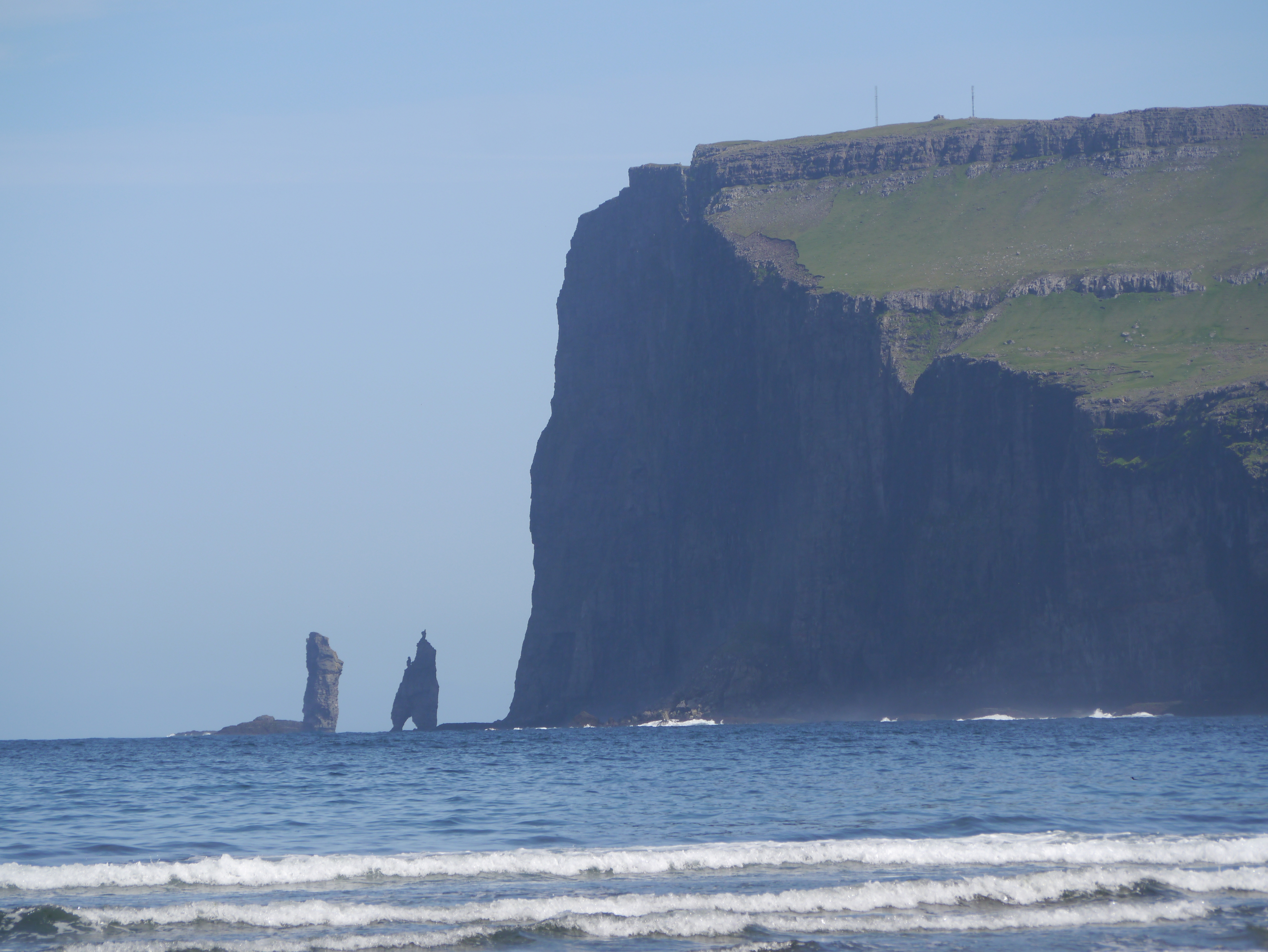
チャアヌヴィク村の方から見た岩

リーシン・オ・ケリンゲン(デンマーク語:  Risin og Kellingin)はデンマークのフェロー諸島、エストゥロイ島のEiði村北部沖にある2つの海食柱。

## 伝説
リーシン・オ・ケリンギンという名前は、巨人と魔女を意味し、その起源に関する古い伝説がある。巨人（Risin）は海岸から離れた71mの大岩で、魔女（Kellingin）は陸地に近い尖った68mの大岩で、穴があるため両足を広げて立っているように見える。

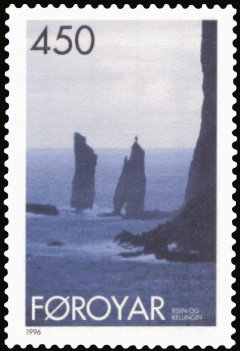
1996年、 PostverkFøroyaが発行した切手

伝説によれば、昔々アイスランドの巨人たちはフェロー諸島がうらやましくなり、島を手に入れると決めたとされる。巨人と魔女（物語のいくつかのバージョンでは妻）は、フェロー諸島を引っ張っていくためにフェロー諸島に派遣された。
彼らはエストゥロイ島北西端のEiðiskollur山に着き （地図を参照）、巨人は海に留まり、魔女は重いロープを持って山に登り、島と巨人の背中をロープで結びつけた。しかし、彼女がロープを山に取り付けて引っ張ると、山の北部は割れた。何度試してみても失敗し、彼らは夜通し苦労したが、山のふもとは固く、彼らはそれを動かすことができなかった。
夜が明け太陽が巨人と魔女を照らすと、2人は石に変わってしまった。2人は夜通し働き続けており、時間が経過したことにも気づかなかった。太陽の光はその場で石に変えることによって2人の仕事を止めさせた。それ以来、海を渡り祖国のアイスランドに帰ることを待ち望んでいる2人は、岩となって立ち続けている。
この伝説の多くのバージョンは、フェロー諸島に関する情報源で詳述されており  すべてフェロー語に由来している 。

## リーシン・オ・ケリンゲンの景観
2つの海食柱はEiði村から北に歩いてから、海岸に向かって東に曲がり、短い道と低い崖を辿ると見ることができる。晴れた日には、ストレイモイ島のチャアヌヴィク村から素晴らしい景色を眺めることができる 。

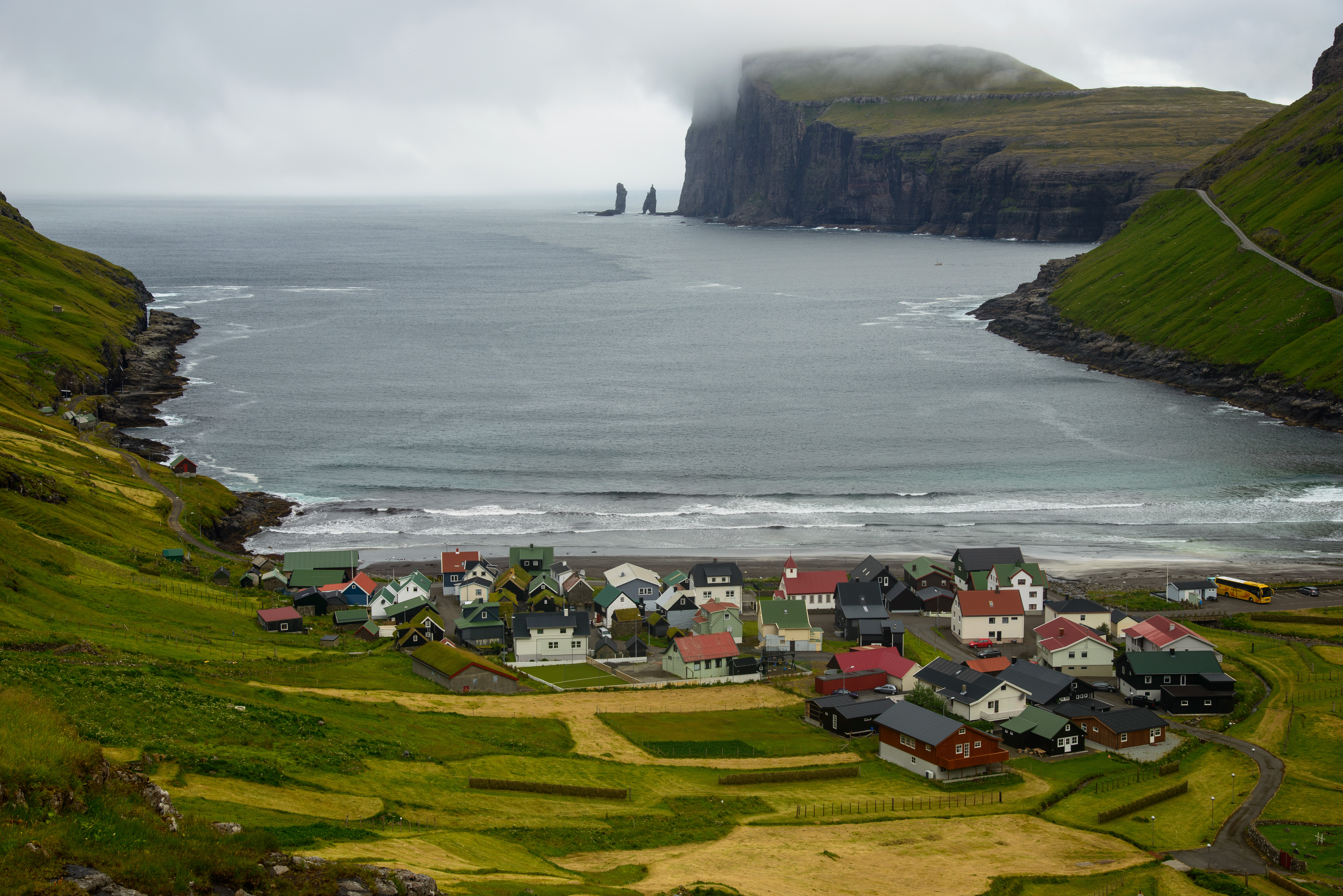
チャアヌヴィクの村から見た2つの岩

## ケリンゲンの将来
フェロー諸島の地質学者は 、現在2本の足で立っているケリンゲンが、冬の嵐の間に数十年のうちに海に落ちると予測している。20世紀の初めにはすでに岩の一部が壊れていた。